# 嘉定省

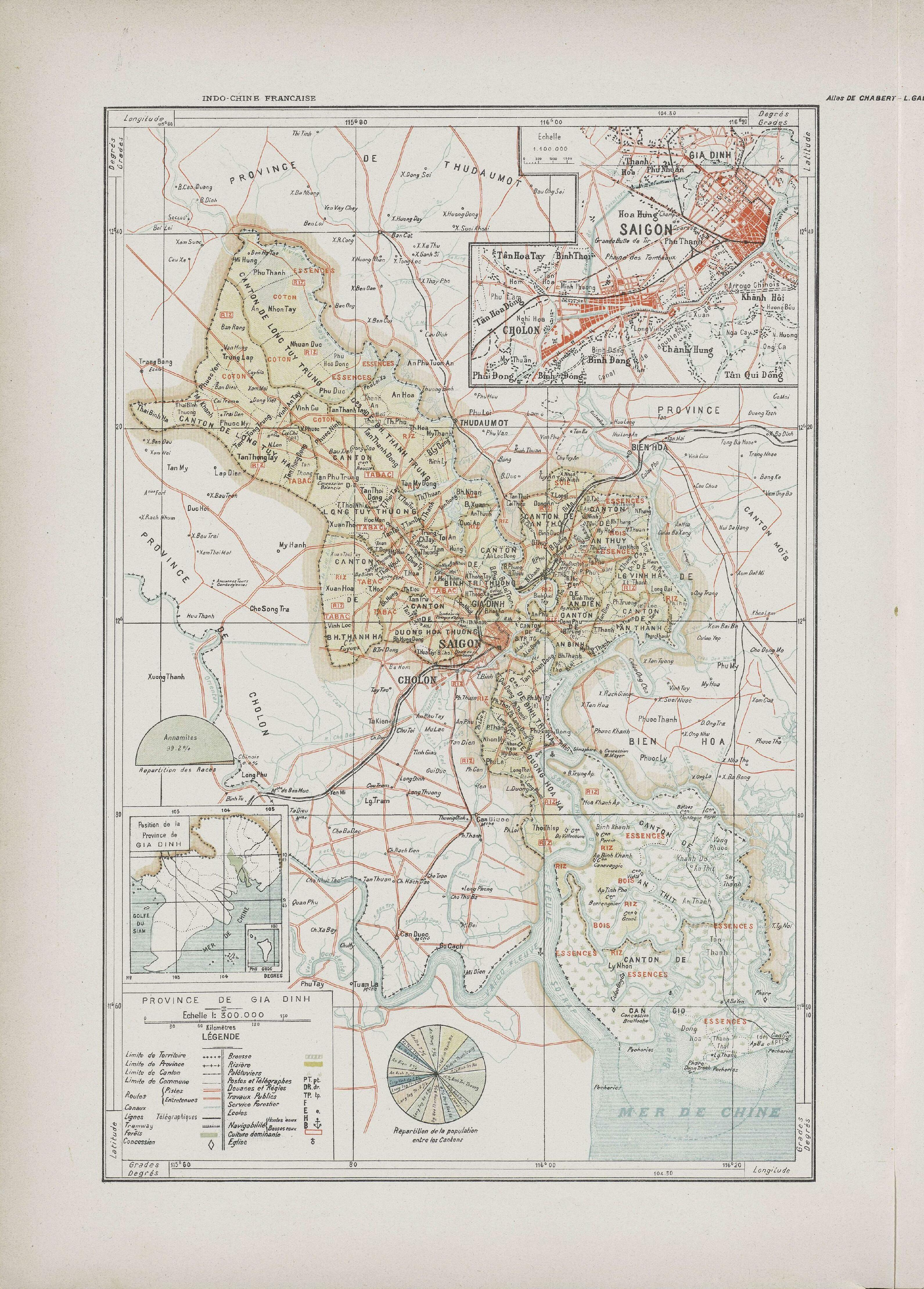
法属印度支那时期的嘉定省地图

嘉定省（越南语：／）是越南曾经设立的一个省。该省占地面积824平方公里，毗邻福綏省、邊和省、平陽省、厚義省、隆安省、鵝貢省。
1976年2月，越南南方共和国臨時革命政府将嘉定省并入西貢-嘉定省。1976年7月2日升格為胡志明直轄市。

## 行政區劃
1970年，嘉定省下轄8郡。
- 舊邑郡
- 新平郡
- 守德郡
- 茹𦨭郡
- 平政郡
- 旭門郡
- 芹蒢郡
- 廣川郡